# 基大老玛
基大老玛（希伯來語：‎）是《創世記》第14章第2节参中记载的埃兰国王，参与了一场在迦南发生的战争——西订谷之战。迦南平原地区有5国曾经臣服于基大老玛12年，到第13年联合起来叛乱。叛乱的五王阵营是：
- 示纳，押玛（英语：Admah）王
- 比拉，琐珥王
- 比沙，蛾摩拉王
- 比锐（英语：Bera (Bible)），所多玛王
- 善以别，洗扁（英语：Zeboim (Hebrew Bible)）王

于是基大老玛联合了3个盟友——示拿蘇美爾王暗拉非、以拉撒/拉爾薩王亚略和戈印/希臺王提达，在西订谷击败了叛乱的五王。
根据圣经描述，希伯来人亚伯拉罕听说自己的侄儿罗得在所多玛被掳走，就带兵追击基大老玛，取得胜利，营救了罗得。亚伯拉罕得到撒冷王麦基洗德的祝福；所多玛王要将财物给亚伯拉罕，但是遭到了拒绝。